# UltraSPARC T2
UltraSPARC T2（研發代號：Niagara II）是昇陽電腦所研發的微處理器，是一顆多核心（執行核）、多线程（多執行緒）的CPU，采用开放架构。UltraSPARC T2的前一款處理器為UltraSPARC T1。
UltraSPARC T2衍生自UltraSPARC系列微處理器，這顆處理器內可以有8個CPU核心，且每個核心最多可同時執掌、處理8個執行緒，如此UltraSPARC T2處理器在最理想狀態下可同時執行64個執行緒，而且，每個核心也有自屬的浮點運算單元（FPU）。同時加密、解密相關的執行處理單元也將由單核提升成多核。T2將使用65奈米製程，而且L2快取記憶體增到4MB.
2006年4月12日，昇陽電腦宣佈完整的UltraSPARC T2處理器已經進行試產（tape-out），且功率用電方面的特性表現將與現有UltraSPARC T1相同，在效能方面，倘若執行已依據UltraSPARC T1架構而重新編譯、轉化的軟體，則UltraSPARC T2的執行效率將會是UltraSPARC T1的兩倍；在浮点运算能力方面，UltraSPARC T2每个核心均有一个浮点运算单元（FPU），相比UltraSPARC T1八个核心共享一个浮点运算单元，其性能提升将是根本性的。
2006年5月26日，UltraSPARC T2處理器進入整機性（指將處理器裝入伺服器內）的系統測試，比原訂的8月底、9月底進行測試提前三個月，並預計在2007年能正式推出使用UltraSPARC T2處理器的伺服器。此外也已經得知UltraSPARC T2將內建二個10Gbps的乙太網路界面（簡稱：10GbE）。
2007年12月11日，Sun公司通过OpenSPARC计划将UltraSPARC T2处理器以GPL开源协议发布。

## 操作系统支持
- Solaris
- Ubuntu
- Debian
- OpenBSD

## 外部連結
- opensparc（页面存档备份，存于）